# Kuç (Vlora)
Kuç (albanisch auch Kuçi) ist ein Dorf in Südalbanien. Es gehört zur Bashkia Himara im Qark Vlora.

## Geographie

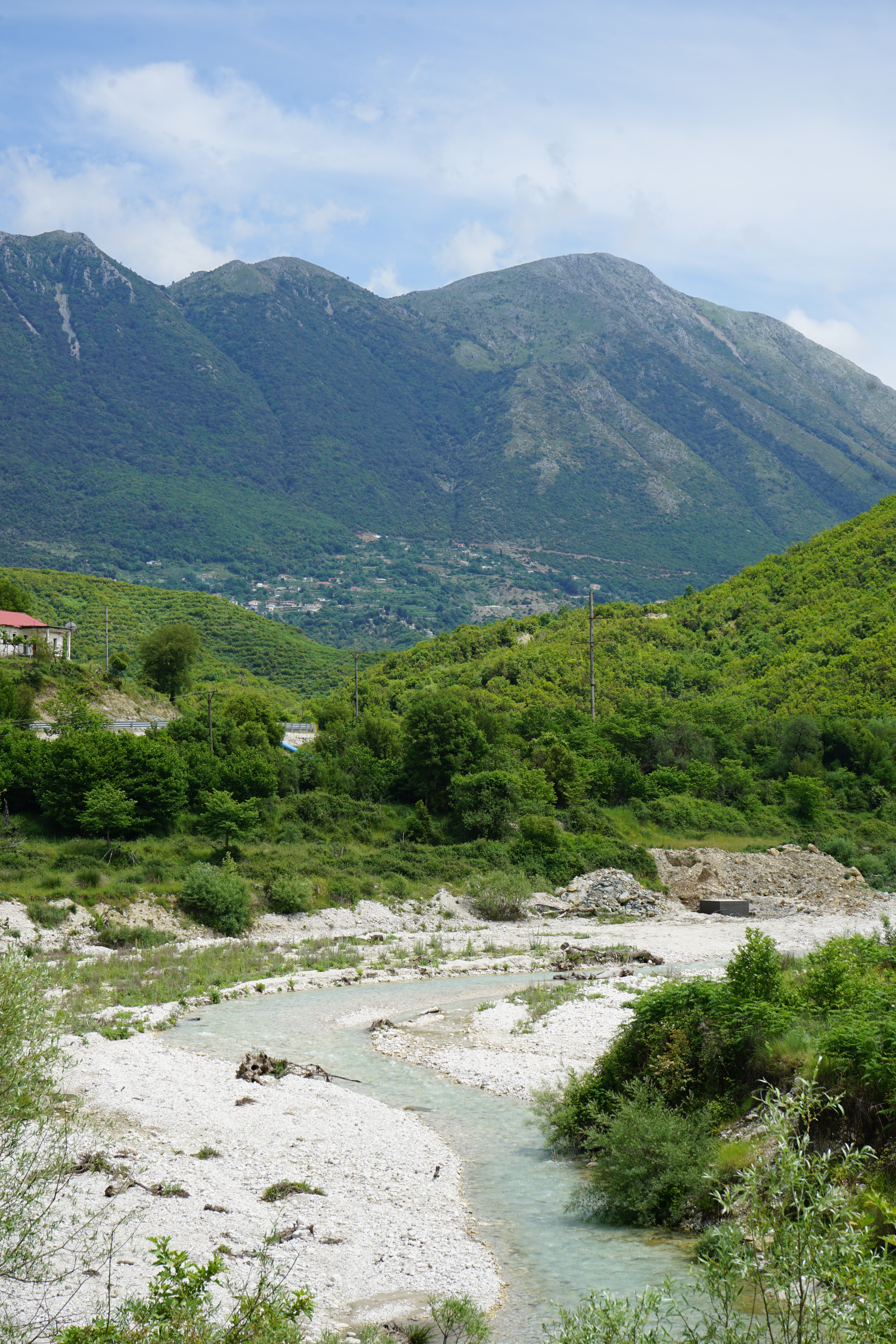
Das Dorf hoch über dem Tal der Shushica

Das Dorf liegt zuhinterst im Shushica-Tal im Hinterland der Albanischen Riviera. Bis zum Meer sind es rund 14 Kilometer Luftlinie nach Süde. Himara liegt etwa elf Kilometer Luftlinie südwestlich. Nach Vlora im Nordwesten sind es rund 60 Kilometer auf der Straße das Shushica-Tal hinab.
Kuç gehört zur ethnisch-geographischen Region Kurvelesh respektive zum Unteren Kurvelesh (Kurvelesh i poshtëm), die insbesondere das obere Shushicatal umfasst. Das Hochland des Oberen Kurvelesh (Kurvelesh i sipërm) schließt sich weiter östlich an. Das Untere Kurvelesh bildet die Njësia administrative Horë-Vranisht.
Das Dorf liegt auf rund 500 m ü. A. an der steilen Westflanke des Mali i Çukës (1262 m ü. A.), rund 150 Meter über dem Talboden. Unten am Bach liegt der Ortsteil Kuç-Buronja. Im Norden auf der anderen Talseite erhebt sich der Mali i Vathit (1227 m ü. A.), im Südosten geht die Çuka in den Mali i Papadhisë (1481 m ü. A.) über, im Westen und Süden erstreckt sich das Ceraunische Gebirge.
Nördlich vom Dorf führt eine Schlucht tiefer in die Berge hinein zu Quellen, die die Shushica speisen. Diese Region ist, wie der ganze Lauf der Shushica, Teil des Nationalparks Vjosa. Im Bereich der Schlucht liegen zahlreiche Quellen, die die Badeorte an der Küste mit Trinkwasser versorgen sollen. Gegen dieses Abzapfen des Wassers von der Shushica und der Vjosa, die zusammen ein System der letzten intakten Wildflüsse in Europa bilden, formierte sich internationaler Widerstand.
Rund zweieinhalb Kilometer südlich von Kuç liegt der Pass Qafa e Dërrasës (rund 650 m ü. A.). Von dort führt das Tal des Çorraj-Bachs nach Borsh an der Küste des Meers. Auf der Ostseite des Tals liegt das Dorf Fterra, gegenüber das Dorf Çorraj.

## Geschichte
Der Ort wurde erstmals im Jahr 1431 erwähnt.
1847 leitete der aus Kuç stammende Zenel Gjoleka einen Aufstand gegen die Osmanen in der Labëria, der sich insbesondere gegen die Tanzimat-Reformen richtete.
Während des Zweiten Weltkriegs war das Dorf und seine abgeschiedene Bergwelt ein Zentrum des Widerstands gegen die italienischen und deutschen Besatzer. Die Partisanen organisierten von hier aus den Kampf im Südwesten Albaniens und betrieben im Dorf ein Krankenhaus. Wiederholt wurde Kuç von den ausländischen Truppen zerstört. Noch heute erinnern Denkmäler – sogenannte Lapidare – und ein großer Ehrenfriedhof an die Ereignisse.
1942 soll Kuç mit rund 4000 eine maximale Einwohnerzahl gehabt haben. Aktuelle Zahlen zur Bevölkerung des Dorfes liegen nicht vor (die Komuna Horë-Vranisht hatte 2011 rund 2000 Einwohner). Wie ganz Südalbanien ist auch die Region um Kuç von Abwanderung betroffen – 1989 lebten noch fast drei Mal mehr Einwohner im oberen Shushica-Tal (5760 Einwohner, davon 28 % respektive 1616 in Kuç und Kuç-Buronja). Schon 2006 hatte die Schule von Kuç nur noch 36 Schüler.
Kuç zählt zu den 100 Dörfern in Albanien, in denen gemäß einem Programm von 2018 der albanischen Regierung der Tourismus speziell gefördert werden soll.

## Verkehr
Durch Kuç führt die unnummerierte Nationalstraße, die die Albanischen Riviera durchs Hinterland entlang der Shushica mit Vlora verbindet. Diese Verbindung war lange in schlechtem Zustand und unasphaltiert. Deswegen wurde sie kaum genutzt. Der Abschnitt von Borsh über Fterra und den Qafa e Dërrasës nach Kuç war 2024 noch immer nicht erneuert.

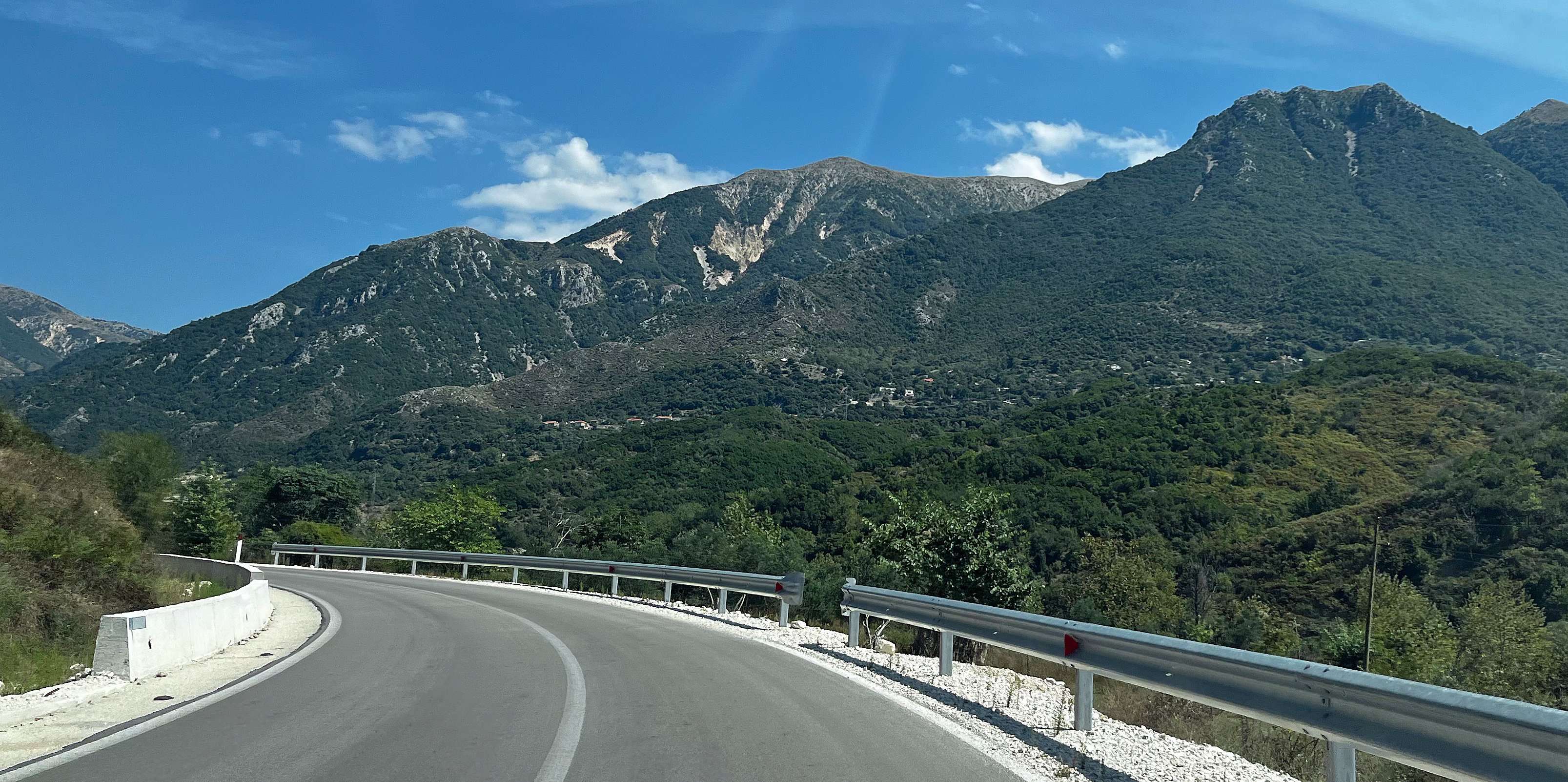
Neue Straße nach Kuç (2023)

Um das Jahr 2020 wurde das Straßennetz rund um Kuç stark ausgebaut. Einerseits wurde die Straße durchs Shushica-Tal asphaltiert, andererseits entstanden neue Routen über die Berge:
Eine neue Straße wurde von Kuç nach Qeparo erbaut, die durch das Tal von Kudhës führt und so die Strecke nach Himara auf rund 30 Kilometer reduziert. Diese 2022 dem Verkehr übergebene Straße mündet rund dreieinhalb Kilometer vor dem Dorf in die Straße durchs Shushica-Tal nach Kuç ein.
Durch den Ausbau der Straße von Kuç ins obere Kurvelesh, zuvor eine sehr schlechte Piste, besteht seit Sommer 2021 eine Verbindung nach Tepelena im Vjosa-Tal.